# 三山岛街道
三山岛街道是中国山东省烟台市莱州市下辖的一个街道。

## 行政区划
三山岛街道下辖三山岛村、凤凰岭村、王贾村、诸冯村、小朱家村、夏家村、后吕村、前吕村、光明村、北潘家村、龙泉村、新合村、埠南尹家村、东南村、西迟家村、后邓村、腰王村、前邓村、街西头村、单山村、天王庙村、孙家村、吴家一村、吴家二村、吴家三村、东北村、西北村、沙岭村、过西村、西尹家村、大沙埠庄村、河套赵家村、河套张家村、史家庄村、财粮村、北蔡家村、水南宗家村、永盛埠村、河北院上村、徐家村、崔家村、南杨村、北杨村、马坊村、仓南村、仓北村、仓东村、仓西村、汪里村、寨里武家村。